# 발루치스탄숲겨울잠쥐
발루치스탄숲겨울잠쥐(Dryomys niethammeri)는 겨울잠쥐과에 속하는 설치류의 일종이다. 파키스탄의 토착종이다.